# Daba Shan
Daba Shan (chiń. 大巴山; pinyin Dàbā Shān), także Ba Shan (chiń. 巴山; pinyin Bā Shān) – góry w środkowych Chinach, na północ od Kotliny Syczuańskiej, na granicy prowincji Shaanxi, Syczuan i Hubei. Rozciągają się północnego zachodu na południowy wschód na długości ponad 200 km i tworzą dział wodny dorzeczy Jangcy i Han Shui. Najwyższym szczytem jest Da Shennong Jia o wysokości 3053 m n.p.m. Góry zbudowane są głównie ze skał krystalicznych. Porośnięte lasami liściastymi z drzewem tungowym oraz lasami sosnowo-jodłowymi.